# Straszny domek na drzewie
Straszny domek na drzewie (ang. Treehouse of Horror lub The Simpsons Halloween Special) – seria halloweenowych odcinków w serialu Simpsonowie. W każdym sezonie (oprócz 1) zostaje pokazany jeden taki odcinek (premiera w okolicach Halloween), a w nim trzy straszne historie.

## Budowa
Budowa odcinka z tej serii różni się od odcinka zwykłego. Przed pierwszą historią zostaje pokazana jakaś sytuacja taka jak cmentarz czy Burns-zombie. Następnie albo ktoś opowiada pierwszą historię, albo sama zostaje opowiedziana. Między historiami może być również coś pokazane, ale nie musi. Ponadto w napisach początkowych i końcowych zostają napisane inaczej nazwiska twórców, np. Bat Groening zamiast Matt Groening. We wszystkich odcinkach pojawiają się postacie Kang i Kodos – dwaj kosmici.

## Lista odcinków
| Numer odcinka | Numer sezonu |
| ------------- | ------------ |
| I             | 2            |
| II            | 3            |
| III           | 4            |
| IV            | 5            |
| V             | 6            |
| VI            | 7            |
| VII           | 8            |
| VIII          | 9            |
| IX            | 10           |
| X             | 11           |
| XI            | 12           |
| XII           | 13           |
| XIII          | 14           |
| XIV           | 15           |
| XV            | 16           |
| XVI           | 17           |
| XVII          | 18           |
| XVIII         | 19           |
| XIX           | 20           |
| XX            | 21           |
| XXI           | 22           |
| XXII          | 23           |
| XXIII         | 24           |